# ديمقراطية
| الأكثر ديموقراطية (أقرب إلى 10) الأقل ديمقراطية (أقرب إلى 0) |

وضع الديمقراطية بحكم الأمر الواقع حول العالم اعتباراً من عام 2019، تبعاً لما ورد في مؤشر الديمقراطية الصادر عن ذي إيكونوميست.

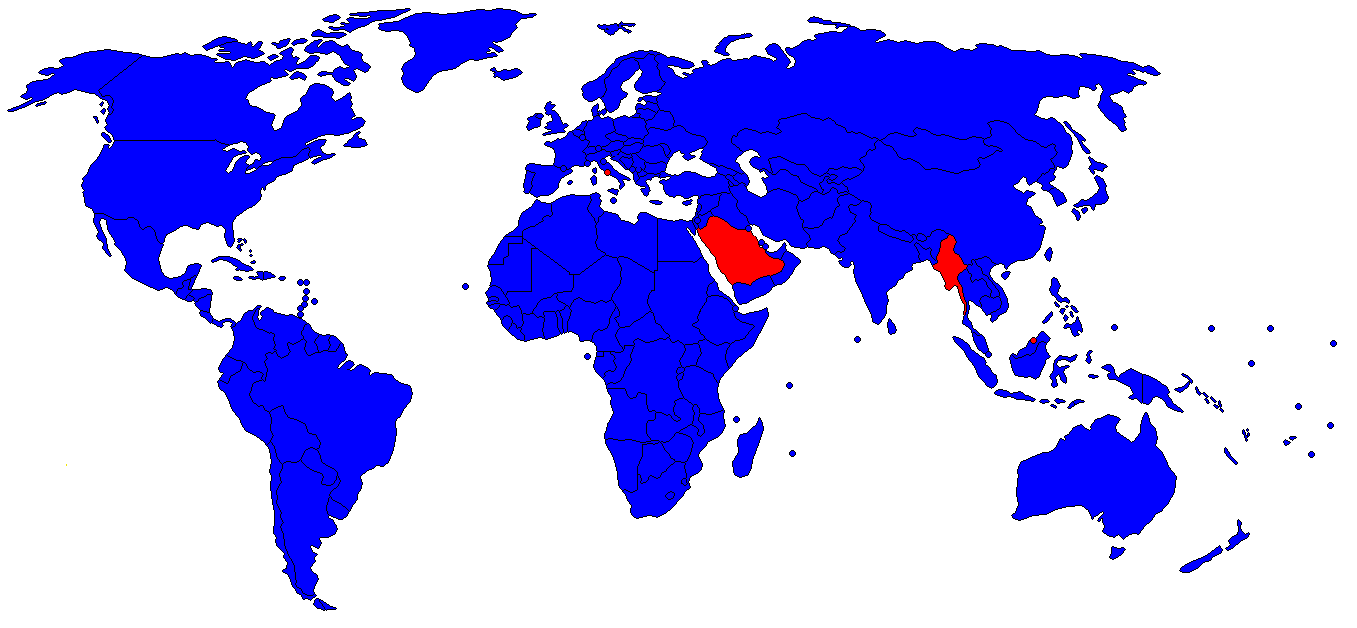
وضع الديمقراطية بحكم القانون حول العالم اعتباراً من عام 2008. فقط ميانمار والسعودية وبروناي والفاتيكان تعترف رسمياً بكونها دول غير ديمقراطية، فيما تعتبر جميع حكومات العالم نفسها دولاً ديمقراطية.

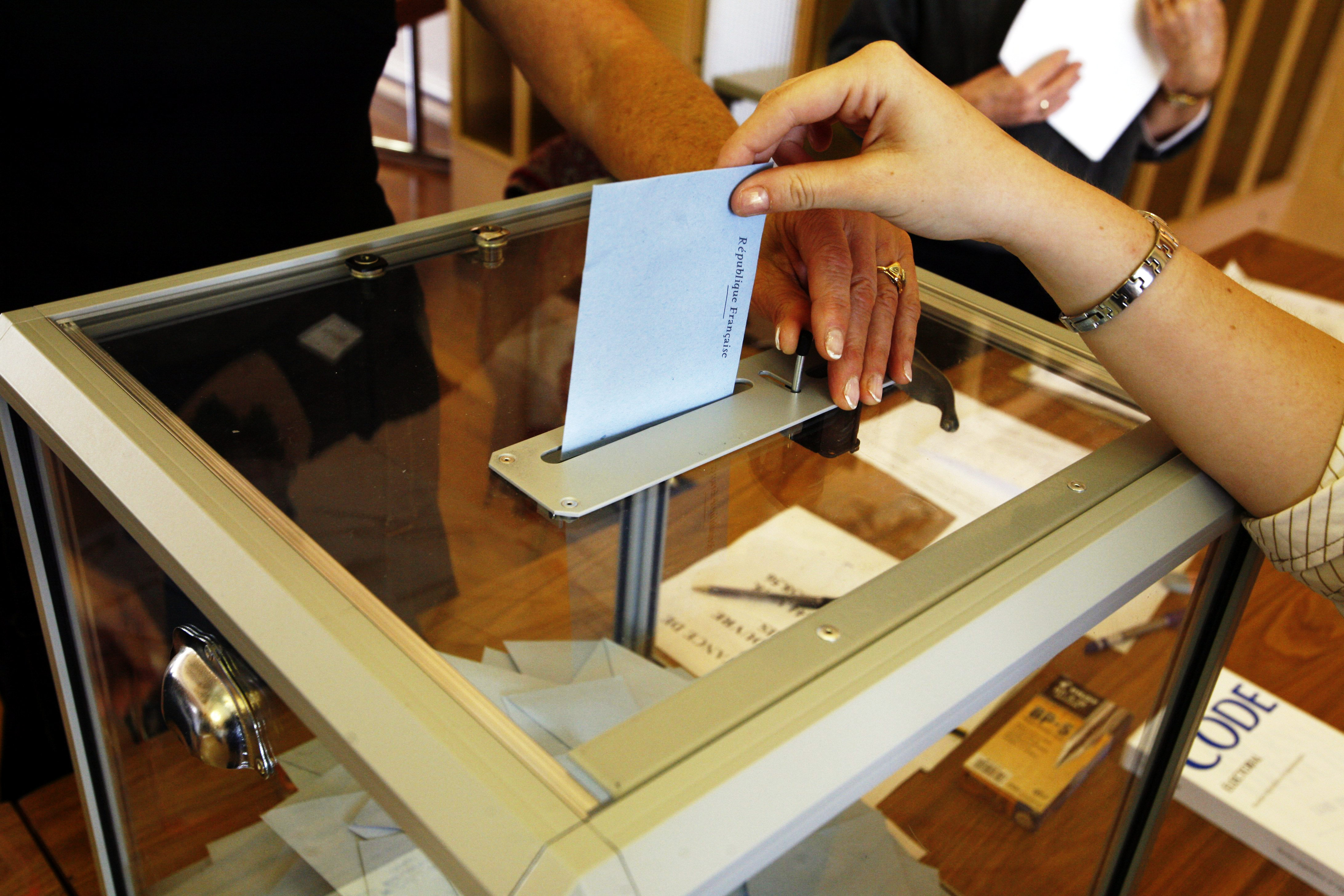
سيدة تدلي بصوتها في الجولة الثانية من الانتخابات الرئاسية الفرنسية لعام 2007

الديمقراطية ((باليونانية: lδημοκρατία dēmokratía)، حرفياً «حكم الشعب») هي شكل من أشكال الحكم يشارك فيها جميع المواطنين المؤهلين على قدم المساواة - إما مباشرة أو من خلال ممثلين عنهم منتخبين - في اقتراح، وتطوير، واستحداث القوانين. وهي تشمل الأوضاع الاجتماعية والاقتصادية والثقافية التي تمكن المواطنين من الممارسة الحرة والمتساوية لتقرير المصير السياسي. ومن أهم أسس الديمقراطية الالتزام بالمسؤولية واحترام النظام وترجيح كفة المعرفة على القوة والعنف. ويطلق مصطلح الديمقراطية أحيانا على المعنى الضيق لوصف نظام الحكم في دولة ديمقراطيةٍ، أو بمعنى أوسع لوصف ثقافة مجتمع. والديمقراطيّة بهذا المعنَى الأوسع هي نظام اجتماعي مميز يؤمن به ويسير عليه المجتمع ويشير إلى ثقافةٍ سياسيّة وأخلاقية معيّنة تتجلى فيها مفاهيم تتعلق بضرورة تداول السلطة سلمياً وبصورة دورية. يعود منشأ ومهد الديمقراطية إلى اليونان القديم حيث كانت الديمقراطية الأثينية أول ديمقراطية نشأت في التاريخ البشري.
مصطلح ديمقراطية مشتق من المصطلح الإغريقي δημοκρατία (باللاتينية: dēmokratía) ويعني «حكم الشعب» لنفسه،  هو مصطلح قد تمت صياغته من شقين δῆμος (ديموس) «الشعب» و κράτος (كراتوس) «السلطة» أو «الحكم» في القرن الخامس قبل الميلاد للدلالة على النظم السياسية الموجودة آنذاك في ولايات المدن اليونانية، وخاصة أثينا؛ والمصطلح مناقض ل ἀριστοκρατία أرستقراطية وتعني «حكم نخبة». بينما يتناقض هذين التعريفين نظرياً، لكن الاختلاف بينهما قد طمس تاريخياً. فالنظام السياسي في أثينا القديمة، على سبيل المثال، مُنح حق ممارسة الديمقراطية لفئة النخبة من الرجال الأحرار واستُبعد العبيد والنساء من المشاركة السياسية. وفعلياً، في جميع الحكومات الديمقراطية على مر التاريخ القديم والحديث، تشكلت الممارسة الديمقراطية من فئة النخبة حتى مُنح حق العتق الكامل من العبودية لجميع المواطنين البالغين في معظم الديمقراطيات الحديثة من خلال حركات الاقتراع في القرنين التاسع عشر والعشرين.
كما ذكر آنفا الديمقراطية تعني في الأصل حكم الشعب لنفسه، لكن كثيراً ما يطلق اللفظ علَى الديمقراطية الليبرالية لأنها النظام السائد للديمقراطية في دول الغرب، وكذلك في العالم في القرن الحادي والعشرين، وبهذا يكون استخدام لفظ «الديمقراطية» لوصف الديمقراطية الليبرالية خلطاً شائعاً في استخدام المصطلح سواء في الغرب أو الشرق، فالديمقراطية هي شكل من أشكال الحكم السياسي قائمٌ بالإجمال علَى التداول السلمي للسلطة وحكم الأكثريّة بينما الليبرالية تؤكد على حماية حقوق الأفراد والأقليات وهذا نوع من تقييد الأغلبية في التعامل مع الأقليات والأفراد بخلاف الأنظمة الديمقراطية التي لا تشتمل على دستور يلزم مثل هذه الحماية والتي تدعى بالديمقراطيات اللاليبرالية، فهنالك تقارب بينهما في أمور وتباعد في اُخرى يظهر في العلاقة بين الديمقراطية والليبرالية كما قد تختلف العلاقة بين الديمقراطية والعلمانية باختلاف رأي الأغلبية.
وتحت نظام الديمقراطية الليبرالية أو درجةٍ من درجاتهِ يعيش في بداية القرن الواحد والعشرين ما يزيد عن نصف سكّان الأرض في أوروبا والأمريكتين والهند وأنحاء أُخرَى. بينما يعيش معظمُ الباقي تحت أنظمةٍ تدّعي نَوعاً آخر من الديمقراطيّة (كالصين التي تدعي الديمقراطية الشعبية). فالديمقراطية تتناقض مع أشكال الحكم التي يمسك شخص واحد فيها بزمام السلطة، كما هو الحال في نظام الحكم الملكي، أو حيث يستحوذ على السلطة عدد قليل من الأفراد، كما هو الحال في الأوليغارشية.
ومع ذلك، فإن تلك المتناقضات المورثة من الفلسفة الإغريقية،  هي الآن أفكار غامضة لأن الحكومات المعاصرة قد تحتوي على عناصر من الديمقراطية والملكية وأوليغارشية مختلطة معاً. كارل بوبر يعرِّف الديمقراطية على النقيض من الديكتاتورية أو الاستبداد، وبالتالي فهي تركز على الفرص المتاحة للناس للسيطرة على قادتهم والإطاحة بهم دون الحاجة إلى ثورة.
توجد عدة أشكال من الديمقراطية، ولكن هناك شكلان أساسيان، وكلاهما يهتم بكيفية تحقيق إرادة مجموع المواطنين المؤهلين لتلك الممارسة. إحدى نماذج الديمقراطية هي الديمقراطية المباشرة، التي يتمتع فيها كل المواطنين المؤهلين بالمشاركة المباشرة والفعالة في صنع القرار في تشكيل الحكومة. في معظم الديمقراطيات الحديثة، يظل مجموع المواطنين المؤهلين هم السلطة السيادية في صنع القرار ولكن تمارس السلطة السياسية بشكل غير مباشر من خلال ممثلين منتخبين، وهذا ما يسمى الديمقراطية التمثيلية. نشأ مفهوم الديمقراطية التمثيلية إلى حد كبير من الأفكار والمؤسسات التي وضعت خلال العصور الأوروبية الوسطى، وعصر الاصلاح، وعصر التنوير، والثورات الأمريكية والفرنسية.

## اشتقاق الكلمَة
أمّا لغويّاً، فالديمقراطيّة كلمةٌ مركبة مِن كلمتين: الأولى مشتقة من الكلمة اليونانية Δήμος أو Demos وتعني عامة الناس، والثانية Κρατία أو kratia وتعني حكم. وبهذا تكون الديمقراطية Demoacratia تَعني لغةً 'حكم الشعب' أو 'حكم الشعب لِنفسهِ'.

## خصائص
على الرغم من أنه من المفهوم عمومًا تعريف الديمقراطية عن طريق التصويت ،  لا يوجد إجماع على تعريف دقيق للديمقراطية.  يقول كارل بوبر أن النظرة "الكلاسيكية" للديمقراطية هي ببساطة ،  "باختصار ، النظرية القائلة بأن الديمقراطية هي حكم الشعب ، وأن للشعب الحق في الحكم". يقول كوفي عنان إن "هناك العديد من الأشكال المختلفة للديمقراطية مثل عدد الدول الديمقراطية في العالم".  حددت إحدى الدراسات 2234 صفة تستخدم لوصف الديمقراطية في اللغة الإنجليزية.
تنعكس المبادئ الديمقراطية في تساوي جميع المواطنين المؤهلين أمام القانون والمساواة في الوصول إلى العمليات التشريعية.  على سبيل المثال ، في الديمقراطية التمثيلية ، يكون لكل صوت وزن متساوٍ ، ولا يمكن تطبيق أي قيود غير معقولة على أي شخص يسعى إلى أن يصبح نائبًا ،
وحرية مواطنيها المؤهلين مضمونة من خلال الحقوق والحريات الشرعية التي عادة ما يحميها الدستور .  تشمل الاستخدامات الأخرى لـ "الديمقراطية" استخدام الديمقراطية المباشرة ، حيث يتم التصويت مباشرة على القضايا من قبل الناخبين.
تقول إحدى النظريات أن الديمقراطية تتطلب ثلاثة مبادئ أساسية: السيطرة التصاعدية (السيادة التي تقطن أدنى مستويات السلطة) ، والمساواة السياسية ، والأعراف الاجتماعية التي ينظر الأفراد والمؤسسات بموجبها فقط إلى الأفعال المقبولة التي تعكس المبدأين الأولين للسيطرة التصاعدية والمساواة السياسية .  غالبًا ما يتم تحديد المساواة القانونية والحرية السياسية وسيادة القانون  على أنها خصائص أساسية لديمقراطية تعمل بشكل جيد.
يُستخدم مصطلح "الديمقراطية" أحيانًا كاختصار للديمقراطية الليبرالية ، والتي تعد نوعًا مختلفًا من الديمقراطية التمثيلية التي قد تتضمن عناصر مثل التعددية السياسية . المساواة أمام القانون ؛ الحق في تقديم التماس إلى المسؤولين المنتخبين لإنصاف المظالم ؛ الإجراءات القانونية الواجبة الحريات المدنية ؛ حقوق الإنسان ؛ وعناصر من المجتمع المدني خارج الحكومة. جادل روجرسكروتون بأن الديمقراطية وحدها لا يمكن أن توفر الحرية الشخصية والسياسية ما لم تكن مؤسسات المجتمع المدني موجودة أيضًا.
في بعض البلدان ، ولا سيما في المملكة المتحدة التي نشأت نظام وستمنستر ، كان المبدأ السائد هو السيادة البرلمانية ، مع الحفاظ على استقلال القضاء .  في الهند ، تخضع السيادة البرلمانية لدستور الهند الذي يتضمن المراجعة القضائية .  على الرغم من أن مصطلح "الديمقراطية" يستخدم عادة في سياق الدولة السياسية ، فإن المبادئ تنطبق أيضًا على المنظمات الخاصة .
هناك العديد من أساليب صنع القرار المستخدمة في الديمقراطيات ، لكن حكم الأغلبية هو الشكل السائد. بدون تعويض ، مثل الحماية القانونية لحقوق الأفراد أو الجماعات ، يمكن أن تتعرض الأقليات السياسية للاضطهاد من قبل " استبداد الأغلبية ". حكم الأغلبية هو نهج تنافسي ، يعارض الديمقراطية التوافقية ، ويخلق الحاجة إلى أن تكون الانتخابات ، والمشاورات بشكل عام ، " عادلة " من الناحية الموضوعية والإجرائية ، أي عادلة ومنصفة . في بعض البلدان ، حرية التعبير السياسي ، حرية التعبير ، حرية الصحافة، وتعتبر ديمقراطية الإنترنت مهمة لضمان معرفة الناخبين بشكل جيد ، وتمكينهم من التصويت وفقًا لمصالحهم الخاصة.
كما تم اقتراح أن السمة الأساسية للديمقراطية هي قدرة جميع الناخبين على المشاركة بحرية وكاملة في حياة مجتمعهم.  بتأكيدها على مفاهيم العقد الاجتماعي والإرادة الجماعية لجميع الناخبين ، يمكن أيضًا وصف الديمقراطية بأنها شكل من أشكال الجماعية السياسية لأنها تُعرَّف على أنها شكل من أشكال الحكومة يكون لجميع المواطنين المؤهلين فيها رأي متساو في صنع القوانين.
على الرغم من أن الجمهوريات غالبًا ما ترتبط بالديمقراطية بسبب مبدأ الحكم المشترك بموافقة المحكومين ، إلا أنها ليست بالضرورة ديمقراطيات ، حيث أن الجمهورية لا تحدد كيف يحكم الناس.  يشمل مصطلح " جمهورية " كلا من الديمقراطيات والأرستقراطيات .  بالمعنى الحديث ، فإن الشكل الجمهوري للحكومة هو شكل من أشكال الحكم بدون ملك . بسبب هذه الديمقراطيات يمكن أن تكون جمهوريات أو ممالك دستورية ، مثل المملكة المتحدة 

## مفاهيم وقِيَم الديمقراطية
الديمقراطية هي حُكمُ الأكثريّة لكن النوع الشائع منها (أي الديمقراطية الليبرالية) يوفر حمايةُ حقوق الأقليات والأفراد عن طريق تثبيت قوانين بهذا الخصوص بالدستور، ويتجلّى كلّ ركنٍ في عدَدٍ من المفاهيم والمبادِئ سوف نبسُطها تالياً. ويندرُ أن تحوذَ دولةٌ أو مجتمعٌ ما علَى هذه المفاهيم كلها كاملةً غير منقوصة، بل أنّ عدَداً من هذه المفاهيم خِلافِيّ لا يَلقَى إِجماعاً بَين دعاة الديمقراطية المتمرّسين. ومن المعروف أن الديمقراطية في دلالاتها الاشتقاقية تعني حكم الشعب نفسه بنفسه أو قد تعني حكم الأغلبية بعد عملية الانتخاب والتصويت والفرز والانتقاء.

## مبادئ تحكيم حكم الأكثرية ومفاهيمه
وهي مفاهيم ومبادِئ مصممةٌ حتَّى تحافظ الأكثريّة علَى قدرتها علَى الحكم الفعّال والاستقرار والسلم الأهلي والخارجي ولمنع الأقليّات من تعطيل الدولة وشلّها:
- مبدأ حكم الأكثرية
- مبدأ فصل السلطات ومفهوم تجزيء الصلاحيات
- مبدأ التمثيل والانتخاب
- مفهوم المعارضة الوفية
- مفهوم سيادة القانون
- مفهوم اللامركزية
- مبدأ تداول السلطات سلميا

## مفهوم التوازن
تبدأُ فكرة التوازن من أنّ مصالح الأكثريّة قد تتعَأرضُ مع مصالح الأقليّات والأفراد بشكلٍ عام، وأنّهُ لا بد من تحقيق توازن دقيق ومستدام بينهما (ومن هنا فكرة الديمقراطية الليبرالية). وتتمدَّد هذه الفكرة لتشملَ التوازن بيَن السلطات التشريعيّة والتنفيذيّة والقضائِيّة، وبين المناطق والقبائِل والأعراق (ومن هنا فكرة اللامركزيّة)، وبين السلطات الدينيّة والدنيوِيّة (ومن هنا فكرة العلمانية).

## مفهوم الشرعية السياسية والثقافة الديمقراطية

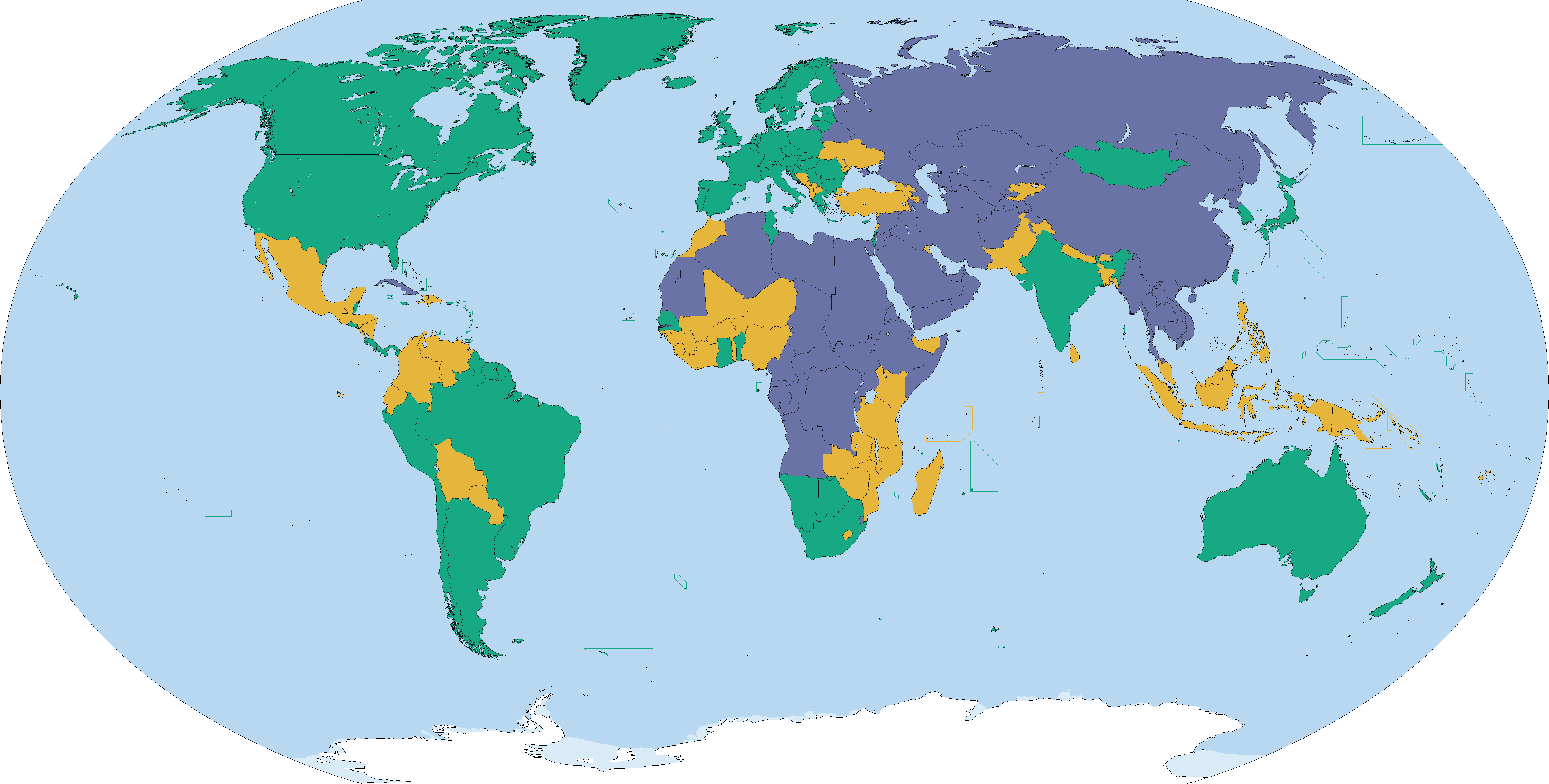
تصنيف بيت الحرية للدول لعام 2016.Freedom in the World، 2016:
حرة
حرة جزئياً
ليست حرة

تعتمد كل أشكال الحكومات على شرعيتها السياسية، أي على مدى قبول الشعب بها، لانها من دون ذلك القبول لا تعدو كونها مجرد طرف في حرب أهلية، طالما ان سياساتها وقراراتها ستلقى معارضة ربما تكون مسلحة. وباستثناء من لديهم اعتراضات على مفهوم الدولة لاسلطوية والمتحررين (Libertarians) فإن معظم الناس مستعدون للقبول بحكوماتهم إذا دعت الضرورة. والفشل في تحقيق الشرعية السياسية في الدول الحديثة عادة ما يرتبط بالانفصالية والنزاعات العرقية والدينية أو بالاضطهاد وليس بالاختلافات السياسية، إلا أن ذلك لا ينفي وجود أمثلة على الاختلافات السياسية كالحرب الأهلية الإسبانية وفيها انقسم الإسبان إلى معسكرين سياسيَيْن متخاصمَيْن.
تتطلب الديمقراطية وجود درجة عالية من الشرعية السياسية لأن العملية الانتخابية الدورية تقسم السكان إلى معسكرين «خاسر» و«رابح». لذا فإن الثقافة الديمقراطية الناجحة تتضمن قبول الحزب الخاسر ومؤيديه بحكم الناخبين وسماحهم بالانتقال السلمي للسلطة وبمفهوم «المعارضة الموالية» أو «المعارضة الوفيّة». فقد يختلف المتنافسون السياسيون ولكن لابد أن يعترف كل طرف للآخر بدوره الشرعي، ومن الناحية المثالية يشجع المجتمع على التسامح والكياسة في إدارة النقاش بين المواطنين. وهذا الشكل من أشكال الشرعية السياسية ينطوي بداهةً على أن كافة الأطراف تتشارك في القيم الأساسية الشائعة. وعلى الناخبين أن يعلموا بأن الحكومة الجديدة لن تتبع سياسات قد يجدونها بغيضة، لأن القيم المشتركة ناهيك عن الديمقراطية تضمن عدم حدوث ذلك.
إن الانتخابات الحرة وحدها ليست كافية لكي يصبح بلد ما ديمقراطياً: فثقافة المؤسسات السياسية والخدمات المدنية فيه يجب أن تتغير أيضاً، وهي نقلة ثقافية يصعب تحقيقها خاصة في الدول التي اعتادت تاريخياً أن يكون انتقال السلطة فيها عبر العنف. وهناك العديد من الأمثلة المتنوعة كفرنسا الثورية وأوغندا الحالية وإيران التي استطاعت الاستمرار على نهج الديمقراطية بصورة محدودة حتى حدثت تغييرات ثقافية أوسع وفتحت المجال لظهور حكم الأغلبية.

## الديمقراطية عبر العصور

### الأصول التاريخية
تعرَّف علماء الأنثروبولوجيا على العديد من أشكال من الديمقراطية البدائية التي تعود إلى مجموعات بشرية صغيرة كانت تعيش في الفترة التي سبقت قيام المجتمعات الزراعية المستقرة، تراوحت أعداد هذه المجموعات بين 50 إلى 100 فرد، وكانت تربطها صلات عائلية وثيقة، اعتمدت هذه المجموعات على الإجماع أو الأغلبية في كثير من الأحيان لاتخاذ القرارات الهامة دون وجود رئيس محدد للجماعة، يمكن أن نفترض أنَّ الديمقراطية قد نشأت بشكل أو آخر في جماعات أو قبائل تربطها علاقات وثيقة.
أطلق على هذه الأنواع من الديمقراطية اسم القبليَّة أو الديمقراطية البدائية، تبلورت الديمقراطيةالبدائية في المجتمعات الصغيرة أو القرى بفضل المناقشات التي كانت تجري وجهًا لوجه في مجلس القرية أو مع زعيم يتمتع بدعم شيوخ القرية أو غيرها من أشكال التعاون الحكومية. من جهة أخرى ازدهرت أشكال حكم مختلفة كالملكيّة والأرستقراطية في المراكز الحضرية الكبيرة التي تتواجد فيها مجموعات سكانية أكثر.
نشأت مفاهيم الديمقراطية والدستور كشكل من أشكال الحكم في أثينا القديمة نحو عام 508 قبل الميلاد، إذ كانت هناك العديد من أنظمة الحكم التي ظهرت في بلاد اليونان تراوحت من الديمقراطية إلى الأرستقراطية إلى الملكية والديكتاتورية المطلقة.

### بلاد ما بين النهر
استخدم ثوركيلد جاكوبسن ملحمة جلجامش الأسطورية أثناء دراسته لتاريخ الديمقراطية في بلاد ما بين النهرين البابلية، إذ كانت السلطة بيد مجموعة من المواطنين الذكور الأحرار، على الرغم من أن الوظائف الحكومية المختلفة لم تكن مخصصة بفئة محددة، لم يكن الملوك في بداية الحضارات السومرية مثل جلجامش يملكون السلطة المطلقة التي استحوذ عليها حكام بلاد ما بين النهرين لاحقًا، امتلكت بعض الدول الكبرى في بلاد ما بين النهرين مجالس شيوخ أو شورى من المحتمل أنها تكوَّنت من الرجال الأحرار المحاربين الذين كانوا يستحوذون على السلطة السياسية النهائية، وكان لا بد من استشارتها في جميع القضايا الرئيسية مثل الحرب، لكنَّ هذا العمل لم يلقَ قبولًا كبيرًا بين المؤرخين، فقد انتقدوا استخدام مصطلح الديمقراطية في هذا السياق لأن نفس الأدلة التي استخدمها يمكن تفسيرها أيضًا بشكل مقنع لإثبات الصراع على السلطة بين الملوك والطبقات النبيلة، وهو الصراع الذي مثَّل فيه عامة الناس دور البيادق أكثر من أي نوع من أنواع السلطة ذات السيادة الحقيقية، ومع ذلك فقد أقر جاكوبسن أنَّ غموض الأدلة يمنع الفصل بين ديمقراطية بلاد ما بين النهرين وبين الملكية البدائية.

### شبه القارة الهندية
تأتي أدلة أخرى على أشكال بدائية للديمقراطية من بعض الجمهوريات المستقلة في الهند، والتي كانت موجودة منذ القرن السادس قبل الميلاد، واستمر بعضها حتى القرن الرابع بعد الميلاد، بيد أنه لا أدلة دامغة على ذلك، ولا يوجد مصادر تاريخية خاصة بتلك الفترة، بالإضافة إلى ذلك لم يذكر المؤرخ اليوناني ديودوروس في كتاب له يعود إلى فترة قرنين بعد غزو الإسكندر الأكبر للهند أي تفاصيل على الدول المستقلة والديمقراطية التي كانت موجودة في الهند.
يبدو أن الخصائص الرئيسية للمالك الصغيرة التي ظهرت في الهند تشمل الملك المعروف عادة باسم الراجا مع مجموعة من المستشارين، وكان هؤلاء يجتمعون بانتظام، ويناقشون جميع قرارات الدولة الهامة، وكان الحضور مفتوحًا لجميع الرجال الأحرار في بعض الممالك الهندية، تمتعت هذه الهيئة الاستشارية أيضًا بسلطة مالية وإدارية وقضائية كاملة، ويمكن أن يُختار الملك من عائلة من الطبقة النبيلة، أو ينتخب من قبل مجلس من النبلاء وأصحاب النفوذ.
ظهرت الجمهوريات المبكرة في أوائل القرن السادس قبل الميلاد واستمرت في بعض المناطق حتى القرن الرابع الميلادي، وكانت العشيرة الأكثر شهرة من عشائر الكونفدرالية الحاكمة في فاجي ماجانابادا هي عائلة ليشافيز، والتي قسمت حكومتها إلى وظائف تنفيذية وقضائية وعسكرية. يختلف العلماء حول أفضل طريقة لوصف هذه الحكومات، فبعضهم يركز على أهمية دور المجالس الاستشارية، ويصفونها بالديمقراطية، في حين يركز علماء آخرون على هيمنة الطبقة العليا على القيادة والحكومة ويصفونها بالأرستقراطية

### أثينا
تعتبر أثينا غالبًا مهد الديمقراطية الحقيقية ونقطة مرجعية مهمة في تاريخ النظام الديمقراطي، برزت أثينا في القرن السابع قبل الميلاد مع طبقة أرستقراطية قوية، أدت هذه الهيمنة إلى الاستغلال وظهور مشاكل اقتصادية وسياسية واجتماعية كبيرة، تفاقمت هذه المشكلات في أوائل القرن السادس الميلادي، وبعد فترة من الاضطرابات تحول الأثينيون من جميع الطبقات إلى فلسفة سولون، وتوصلوا من خلالها إلى حلول مقبولة لكل الفئات

### روما
رغم أن روما تصنف على أنها جمهورية غير ديمقراطية، إلا أن تاريخها السياسي ساعد في الحفاظ على مفهوم الديمقراطية وتكريسها على مر القرون، وقد ألهم النموذج الروماني للحكم العديد من المفكرين السياسيين عبر العصور، كما أن الديمقراطيات الحديثة اليوم تقلد النموذج الروماني أكثر من النماذج اليونانية.
حُكمت روما من قبل ملك تنتخبه المجالس الشعبية، ولكن الاضطرابات الاجتماعية والتهديدات الخارجية في عام 510 ق.م، أدت للإطاحة بالملك من قبل مجموعة من الأرستقراطيين بقيادة لوسيوس جونيوس بروتوس، ووضع دستور جديد لروما، لكن الصراع بين العائلات الحاكمة وبقية سكان روما استمر، وطالب الشعب بقوانين محددة ومكتوبة ذات توجه علماني، وبعد رفضٍ طويل للمطالب الجديدة، أرسل مجلس الشيوخ في عام 454 ق.م لجنة منهم إلى اليونان لدراسة تشريعات سولون وغيرهم من المشرعين، وعندما عادوا اختار المجلس في عام 451 ق.م عشرة رجال لصياغة قانون جديد، حولت هذه اللجنة القانون العرفي القديم لروما إلى اثني عشر بندًا وعرضتها على مجلس الشيوخ والذي أقرها مع بعض التعديلات، اعترف القانون الجديد ببعض الحقوق السياسية للمواطنين.

## الديمقراطيات القديمة
إن مصطلح الديمقراطية بشكله الإغريقي القديم- تم نحته في أثينا القديمة في القرن الخامس قبل الميلاد والديمقراطية الأثينية عموماً يُنظر إليها على أنها من أولى الأمثلة التي تنطبق عليها المفاهيم المعاصرة للحكم الديمقراطي. كان نصف أو ربع سكان أثينا الذكور فقط لهم حق التصويت، ولكن هذا الحاجز لم يكن حاجزاً قومياً ولا علاقة له بالمكانة الاقتصادية فبغض النظر عن درجة فقرهم كان كل مواطني أثنيا أحرار في التصويت والتحدث في الجمعية العمومية. وكان مواطنو أثينا القديمة يتخذون قراراتهم مباشرة بدلاً من التصويت على اختيار نواب ينوبون عنهم في إتخاذها. وهذا الشكل من الحكم الديمقراطي الذي كان معمولاً به في أثينا القديمة يسمى بالديمقراطية المباشرة أو الديمقراطية النقية. وبمرور الزمن تغير معنى «الديمقراطية» وارتقى تعريفها الحديث كثيراً منذ القرن الثامن عشر مع ظهور الأنظمة «الديمقراطية» المتعاقبة في العديد من دول العالم.
أولى أشكال الديمقراطية ظهرت في جمهوريات الهند القديمة والتي تواجدت في فترة القرن السادس قبل الميلاد وقبل ميلاد بوذا. وكانت تلك الجمهوريات تعرف بالـ ماها جاناباداس، ومن بين هذه الجمهوريات فايشالي التي كانت تحكم فيما يعرف اليوم ببيهار في الهند والتي تعتبر أول حكومة جمهورية في تاريخ البشرية. وبعد ذلك في عهد الإسكندر الكبير في القرن الرابع قبل الميلاد كتب الإغريق عن دولتي ساباركايي وسامباستايي، اللتين كانت تحكمان فيما يعرف اليوم بباكستان وأفغانستان، «وفقًا للمؤرخين اليونانيين الذين كتبوا عنهما في حينه فإن شكل الحكومة فيهما كان ديمقراطياً ولم يكن ملكياً».

## تطوّر القيم الديمقراطية في العصور الوسطى
معظم الديمقراطيّات القديمة نمت في مُدنٍ صغيرة ذات ديانات محليّة أو ما يسمَّى ب المدينة-الدولة. وهكذا فإِنّ قيام الإِمبراطوريات والدول الكبرى مثل الإمبراطورية الفارسية والإمبراطورية الهلينية-الرومانية والإمبراطورية الصينية والإمبراطورية العربية-الإسلامية والإمبراطورية المغولية في العصور الوسطى وفي معظم البلاد التي كانت تضمُّ الديمقراطيات الأولى قد قضى علَى هذه الدويلات الديمقراطية بل علَى فُرص قيامها أيضاً.
لكنَّ هذا لا يعني أنَّ تطَوّراً بٱتجاهِ الديمقراطية لم يحصل في العصور الوسطى. ولكنّ معظم هذا التطوّر حصل علَى مُستوَى القِيَم وحقوق الأفراد الذي نتج عن قِيَم الليبرالية التي نشأت مع فلاسفة التنوير توماس هوبز وجون لوك وإيمانويل كانط قبل تحقيق تقدم ملموس في الديمقراطية وهو الذي أدى إلى ازدهار نموذج الديمقراطية الليبرالية دون غيرها من الديمقراطيات في الغرب.
وقد ساهمت الدياناتُ الكبرَى كالمسيحية والبوذية والإسلام في تَوطيد قِيَمٍ وثقافاتٍ ساعدت علَى ازدهار الديمقراطية فيما بعد. ومن هذه القيم:
- فكرة شرعيّة الدَولة.
- فكرة المساواة الكاملة بَين القبائِل والأعراق بشكلٍ عام.
- فكرَة المساواة ولو جُزئيّةً بَين الأفراد ولا سيّما بَين الجنسَين وبين الأسياد والعبيد.
- أفكار عن المسؤُوليّة والمساءلة والتعاون والشورى.
- الدفاع عن حقوقٍ عديدة مثل افتراض البراءة وحرية التنقل وحقوق الملكية وحق العمل.

## الديمقراطيات الحديثة
لم يكن يوجد في عام 1900 نظام ديمقراطي ليبرالي واحد يضمن حق التصويت وفق المعايير الدولية، ولكن في العام 2000 كانت 120 دولة من دول العالم أو ما يوازي 60% من مجموعها تعد ديمقراطيات ليبرالية. استنادا على تقارير مؤسسة بيت الحرية
فريدم هاوس
وهي مؤسسة أمريكية يزيد عمرها عن 64 عاما، هدفها الذي يعبر عنه الاسم والشعار هو نشر «الحرية» في كل مكان، كانت هناك 25 دولة في عام 1900 أو ما يعادل 19% منها كانت تطبق «ممارسات ديمقراطية محدودة»، و 16 أو 8% من دول العالم اليوم.
إن تقييم بيت الحرية في هذا المجال لا زال مثاراً للجدل فنيوزلندا مثلاً تطبق المعايير الدولية لحقوق التصويت منذ عام 1893 (رغم وجود بعض الجدل حول قيود معينة مفروضة على حقوق شعب الماوري في التصويت). ويتجاهل بيت الحرية بأن نيوزيلندا لم تكن دولة مستقلة تماماً. كما أن بعض الدول غيّرت أنظمة حكمها بعد عام 2000 كالنيبال مثلاً والتي صارت غير ديمقراطية بعد أن فرضت الحكومة قانون الطواريء عقب الهزائم التي لحقت بها في الحرب الأهلية النيبالية.

## موجات الديمقراطية في القرن العشرين
| اتجاهات سياسية                                                                                  |
| - ليبرالية - اشتراكية - شيوعية - ماركسية - علمانية - يسارية - لاسلطوية                          |
| مواضيع متعلقة                                                                                   |
| - إقطاعية - أرستقراطية - ديمقراطية - ديمقراطية ليبرالية - ديكتاتورية - جمهورية - ملكية - عبودية |
| تحرير                                                                                           |

لم يتخذ توسع الديمقراطية في القرن العشرين شكل الانتقال البطيء في كل بلد على حدة، بل شكل «موجات ديمقراطية» متعاقبة، صاحب بعضها حروب وثورات. وفي بعض الدول تم فرض الديمقراطية من قبل قوى عسكرية خارجية. ويرى البعض ذلك تحريراً للشعوب. لقد أنتجت الحرب العالمية الأولى الدول القومية في أوروبا والتي كان معظمها ديمقراطياً بالاسم فقط كمجمهورية فايمار مثلاً. في البداية لم يؤثر ظهور هذه الدول على الديمقراطيات التي كانت موجودة حينها كفرنسا وبريطانيا وبلجيكا وسويسرا التي احتفظت بأشكال حكوماتها. إلا أن تصاعد مد الفاشية في ألمانيا النازية وإيطاليا موسوليني ونظام الجنرال فرانكو في إسبانيا ونظام أنطونيو دي أوليفيرا سالازار في البرتغال ساهمت كلها في تضييق نطاق الديمقراطية في ثلاثينيات القرن الماضي وأعطت الانطباع بانه «عصر الحكام الدكتاتوريين» بينما ظلت معظم الدول المستعمرة على حالها لقد تسببت الحرب العالمية الثانية بحدوث انتكاسة شديدة للتوجه الديمقراطي في أوروبا الشرقية. فاحتلال ألمانيا ودمقرطتها الناجحة من قبل قوة الحلفاء العليا خدمت كنموذج للنظرية التي تلت والخاصة بتغيير النظام، ولكن نصف أوروبا الشرقية أرغم على الدخول في الكتلة السوفيتية غير الديمقراطية. وتبع الحرب إزالة الاستعمار، ومرة أخرى سادت في معظم الدول المستقلة الحديثة دساتير لا تحمل من الديمقراطية سوى التسمية فقط. في العقود التي تلت الحرب العالمية الثانية امتلكت معظم الدول الديمقراطية الغربية اقتصاديات السوق الحرة والتي نجم عنها دول الرفاهية وهو ما عكس إجماعاً عاماً بين الناخبين والأحزاب السياسية في تلك الدول أما في الخمسينات والستينات فقد كان النمو الاقتصادي مرتفعاً في الدول الغربية والشيوعية على حد سواء، ومن ثم تناقص ذلك النمو في الدول الشيوعية. وبحلول عام 1960 كانت الغالبية العظمى من الدول أنظمة ديمقراطية بالاسم فقط، وهكذا فإن غالبية سكان العالم كانت تعيش في دول شهدت انتخابات معيبة وأشكالاً أخرى من التحايل (وخاصة في الدول الشيوعية).
لقد أسهمت الموجات المتعاقبة من الدمقرطة في تسجيل نقاط إضافية للديمقراطية الليبرالية للعديد من الشعوب. أما الضائقة الاقتصادية في ثمانينات القرن الماضي فقد ساهمت إلى جانب الامتعاض من قمع الأنظمة الشيوعية في انهيار الإتحاد السوفيتي وإنهاء الحرب الباردة ودمقرطة وتحرر دول الكتلة السوفيتية السابقة. وأكثر الديمقراطيات الجديدة نجاحاً كانت تلك القريبة جغرافياً وثقافياً من دول أوروبا الغربية، وهي الآن إما دول أعضاء أو مرشحة للانتماء إلى الإتحاد الأوروبي.
معظم دول أمريكا الاتينية وجنوب شرق آسيا مثل تايوان وكوريا الجنوبية وبعض الدول العربية والأفريقية مثل لبنان والسلطة الفلسطينية – فقد تحركت نحو تحقيق المزيد من الديمقراطية الليبرالية خلال عقد التسعينات وعام 2000. إن عدد الأنظمة الديمقراطية الليبرالية الآن أكثر من أي وقت مضى وهو يتزايد منذ مدة دون توقف. ولهذا يتوقع البعض بأن هذا التوجه سيستمر في المستقبل إلى الحد الذي ستصبح فيه الدول الديمقراطية الليبرالية المقياس العالمي لشكل المجتمع البشري. وهذا التنبوء يمثل جوهر نظرية فرانسيس فوكوياما «نهاية التاريخ»
التجربة الديمقراطية الأمريكية تأتي في مقدمة التجارب الديمقراطية في العصر الحديث، حيث بدأت مع قيام الثورة الأمريكية عام 1776 والتي وضعت نهاية للاستعمار البريطاني ولعقود من الاستبداد وضمنت المشاركة في الثروة والسلطة انطلاقا من مقولة «لاضرائب بدون تمثيل» كما تضمنت الثورة الكثير من القيم والمبادئ والمؤسسات مثل، إعلان الاستقلال، وثيقة الحقوق، الدستور.

## أشكال الحكم الديمقراطي
| أنظمة الحكم الجمهورية: |
| جمهوريات رئاسية برئاسة تنفيذية منفصلة عن الهيئة التشريعية جمهوريات شبه رئاسية برئاسة تنفيذية ورئيس منفصل للحكومة يقود بقية السلطة التنفيذية، والذي يُعينه الرئيس ويكون مسؤولاً أمام الهيئة التشريعية جمهوريات برلمانية ذات رئيس شرفي وغير تنفيذي، وفيها يقود رئيس الحكومة السلطة التنفيذية ويعتمد على ثقة المجلس التشريعي جمهوريات يُنتخب أو يُسمى فيها رئيس للدولة وللحكومة من قبل الهيئة التشريعية وقد يخضع أو لا يخضع لثقة البرلمان جمهورية مستقلة عن المجلس، وفيها يكون فيها الرئيس أو حكومة المديرين على رأس الحكومة وتنتخبه الهيئة التشريعية، ولكنه مستقل عنها وغير مسؤول أمامها جمهورية ثِيُقراطية، وفيها يتمتع المرشد الأعلى بسلطة تنفيذية وتشريعية كبيرة |

| أنظمة الحكم الملكية: |
| ملكيات دستورية، مع عاهل شرفي وغير تنفيذي، وفيها يقود رئيس منفصل للحكومة السلطة التنفيذية ملكيات شبه دستورية، مع عاهل يتمتع بسلطة تنفيذية أو تشريعية كبيرة ملكيات مطلقة، وفيها تكون السلطة بيد العاهل |

| دول الحزب الواحد (جمهوريات من حيث المبدأ) دول ذات نظام المجلس العسكري: لجنة من القادة العسكريين تسيطر على الحكومة، دول عُلقت فيها الأحكام الدستورية الخاصة بالحكومة دول ذات حكومة مؤقتة: لا يوجد أي أساس دستوري محدد لأنظمتها الحالية الأقاليم التابعة أو الأماكن التي لا توجد بها حكومات |

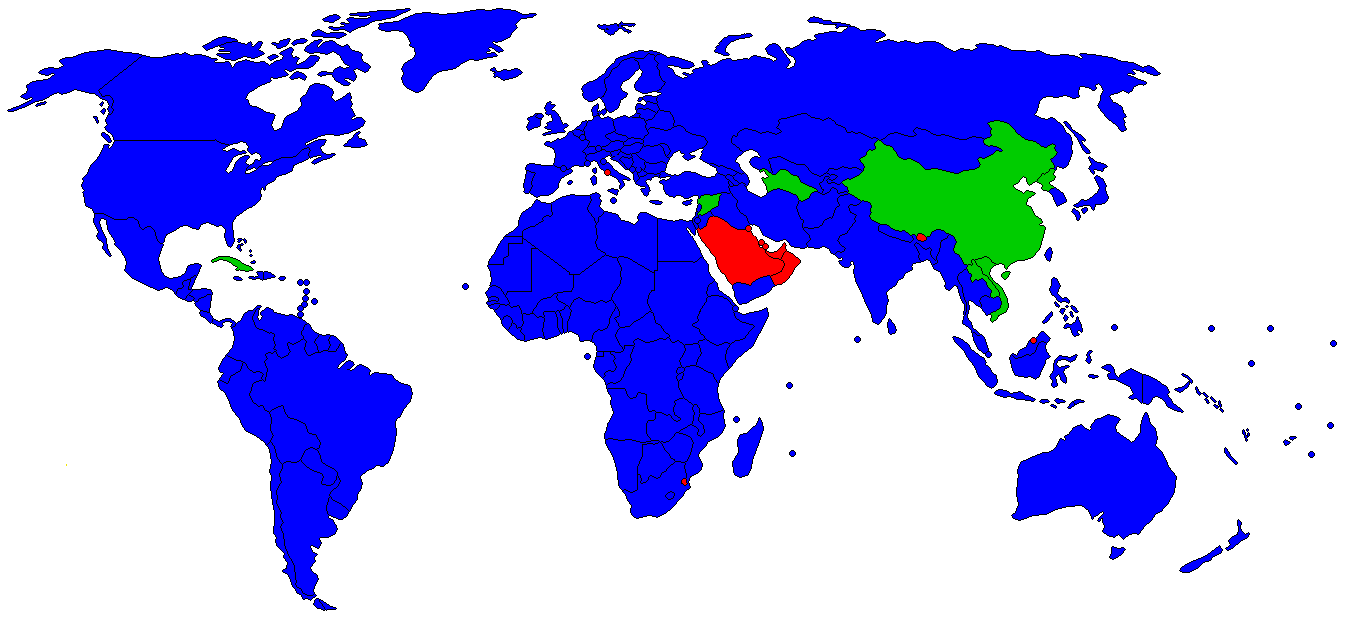
اللون الأزرق يشير إلى الدول التي تدعي الديمقراطية وتسمح نشاط المعارضة, اللون الأخضر يشير إلى الدول التي تدعي الديمقراطية لكنها لاتسمح بنشاط المعارضة واللون الأحمر هي الدول التي لاتدعي الديمقراطية استنادا إلى مؤسسة بيت الحرية

- الديمقراطية المباشرة وتسمى عادة بالديمقراطية النقية وهي الأقل شيوعا وتمثل النظام الذي يصوت فيه الشعب على قرارات الحكومة مثل المصادقة على القوانين أو رفضها وتسمى بالديمقراطية المباشرة لأن الناس يمارسون بشكل مباشر سلطة صنع القرار من دون وسطاء أو نواب ينوبون عنهم. وتاريخياً كان هذا الشكل من أشكال الحكم نادراً نظراً لصعوبة جمع كل الأفراد المعنيين في مكان واحد من أجل عملية التصويت على القرارات. ولهذا فإن كل الديمقراطيات المباشرة كانت على شكل مجتمعات صغيرة نسبياً وعادة ما كانت على شكل دول المدن، وأشهر هذه الديمقراطيات كانت أثينا القديمة، وفي العصر الحالي سويسرا هي أقرب دولة إلى هذا النظام.
- الديمقراطية النيابية وهي نظام سياسي يصوت فيه أفراد الشعب على اختيار أعضاء الحكومة الذين بدورهم يتخذون القرارات التي تتفق ومصالح الناخبين. وتسمى بالنيابية لأن الشعب لا يصوت على قرارات الحكومة بل ينتخب نواباً يقررون عنهم. وقد شاع هذا الشكل من الحكم الديمقراطي في العصور الأخيرة وشهد القرن العشرين تزايداً كبيراً في إعداد نظم الحكم هذه ولهذا صار غالبية سكان العالم يعيشون في ظل حكومات ديمقراطية نيابية (وأحياناً يُطلق عليها «الجمهوريات»).

وبالإمكان تقسيم الديمقراطيات إلى ديمقراطيات ليبرالية (حرة) وغير ليبرالية (غير حرة). فالديمقراطية الليبرالية شكل من أشكال الديمقراطية تكون فيها السلطة الحاكمة خاضعة لسلطة القانون ومبدأ فصل السلطات، ويضمن دستور الدولة للمواطنين (وبالتالي للأقليات أيضا) حقوقاً لا يمكن انتهاكها. أما الديمقراطية غير الليبرالية (غير الحرة) فهي شكل من أشكال الديمقراطية لا توجد فيها حدود تحد من سلطات النواب المنتخبين ليحكموا كيفما شاؤوا.
- الديموقراطية التشاركية: وهي إشراك أكبر قدر ممكن من الفاعلين السياسيين المتمثلين في أفراد المجتمع المدني والجمعيات والخبراء والباحثين وغيرهم، إلى جانب السلطة المنتخبة قصد إيجاد حلول فعالة وواقعية لمختلف المشاكل السياسية، وذلك عن طريق المساهمة الشعبية في التشريع بتقديم عرائض وملتمسات التشريع والنشاط السياسي للجمعيات المدنية وهيئات الحكامة الجيدة وتفعيل دور المؤسسات الوسيطة بين المواطن وأجهزة الدولة.[بحاجة لمصدر]

## شروط أوّليّة
استنادا على كتابات أستاذ العلوم السياسية الكندي تشارلس بلاتبيرغ في كتابه من التعددية إلى سياسات الوطنية From Pluralist to Patriotic Politics: Putting Practice First فإن هناك جدل فلسفي حول إمكانية وشرعية استخدام المعايير في تعريف الديمقراطية، ولكن مع هذا فيما يلي مجموعة منها والتي تعد حداً أدنى مقبولاً من المتطلبات الواجب توفرها في هيئة اتخاذ القرار لكي يصح اعتبارها ديمقراطية.
- وجود مجموعة Demos تصنع القرار السياسي وفق شكل من أشكال الإجراء الجماعي. فغير الأعضاء في الـ Demos لا يشاركون. وفي المجتمعات الديمقراطية المعاصرة الـ Demo هم البالغين من أفراد الشعب والبالغ يعد مواطناً عضواً في نظام الحكم.
- وجود أرض يعيش عليها الـ Demos وتُطبق عليها القرارات. وفي الديمقراطيات المعاصرة الأرض هي دولة الشعب وبما أن هذا يتفق (نظرياً) مع موطن الشعب فإن الشعب (Demos) والعملية الديمقراطية تكونان متزامنتين. المستعمرات الديمقراطية لا تعتبر بحد ذاتها ديمقراطية إذا كان البلد المستعمِر يحكمها لأن الأرض والشعب لا يتزامنان.
- وجود إجراء خاص بإتخاذ القرارات وهو قد يكون مباشراً كالاستفتاء مثلاً، أو غير مباشر كانتخاب برلمان البلاد.
- أن يعترف الشعب بشرعية الإجراء المذكور أعلاه وبانه سيتقبل نتائجه. فالشرعية السياسية هي استعداد الشعب لتقبل قرارات الدولة وحكومتها ومحاكمها رغم إمكانية تعارضها مع الميول والمصالح الشخصية. وهذا الشرط مهم في النظام الديمقراطي، لأن كل انتخابات لا بد فيها الرابح والخاسر.
- أن يكون الإجراء فعالاً، بمعنى يمكن بواسطته على الأقل تغيير الحكومة في حال وجود تأييد كاف لذلك. فالانتخابات المسرحية والمعدة نتائجها سلفاً لإعادة انتخاب النظام السياسي الموجود لا تعد انتخابات ديمقراطية.
- في حالة الدولة القومية يجب أن تكون الدولة ذات سيادة لأن الانتخابات الديمقراطية ليست مجدية إذا ما كان بمقدور قوة خارجية إلغاء نتائجها.

## الخلاف علَى تحديد الديمقراطية
الديمقراطية كشكل من أشكال الحكم هي اشتِراك الشعب في حكم نفسه، وعادة ما يكون ذلك عبر حكم الأغلبية عن طريق نظام للتصويت والتمثيل النيابي. ولكن بالحديث عن المجتمع الحر فإن الديمقراطية تعني حكم الشعب لنفسه بصورة منفردة من خلال حق الملكية الخاصة والحقوق والواجبات المدنية (الحريات والمسؤوليات الفردية) وهو ما يعني توسيع مفهوم توزيع السلطات من القمة إلى الأفراد المواطنين. والسيادة بالفعل في المجتمع الحر هي للشعب ومنه تنتقل إلى الحكومة وليس العكس.
لأن مصطلح الديمقراطية يستخدم لوصف أشكال الحكم والمجتمع الحر بالتناوب، فغالباً ما يُساء فهمه لأن المرء يتوقع عادة أن تعطيه زخارف حكم الأغلبية كل مزايا المجتمع الحر. إذ في الوقت الذي يمكن فيه أن يكون للمجتمع الديمقراطي حكومة ديمقراطية فإن وجود حكومة ديمقراطية لا يعني بالضرورة وجود مجتمع ديمقراطي. لقد اكتسب مصطلح الديمقراطية إيحاءً إيجابياً جداً خلال النصف الثاني من القرن العشرين إلى حد دفع بالحكام الدكتاتوريين الشموليين للتشدق بدعم «الديمقراطية» وإجراء انتخابات معروفة النتائج سلفاً. وكل حكومات العالم تقريباً تدعي الديمقراطية. كما أن معظم الآيديولوجيات السياسية المعاصرة اشتملت ولو على دعم بالاسم لنوع من أنواع الديمقراطية بغض النظر عما تنادي به تلك الآيديولوجيات. وهكذا فإن هناك اختلافات مهمة بين عدة أنواع مهمة من الديمقراطية.
تمنح بعض الأنظمة الانتخابية المقاعد البرلمانية وفق الأغلبية الإقليمية. فالحزب السياسي أو الفرد المرشح الذي يحصل على معظم الأصوات يفوز بالمقعد المخصص لذلك الإقليم. وهناك أنظمة انتخابية ديمقراطية أخرى، كالأشكال المتنوعة من التمثيل النسبي، التي تمنح المقاعد البرلمانية بناءَ نسبة الأصوات المنفردة التي يحصل عليها الحزب على المستوى الوطني. إحدى أبرز نقاط الخلاف بين هذين النظامين يكمن في الاختيار بين أن يكون لديك ممثل قادر على أن يمثل إقليما أو منطقة معينة من البلاد بشكل فاعل، وبين أن تكون كل أصوات المواطنين لها قيمتها في اختيار هذا الممثل بغض النظر عن مكان إقامتهم في البلد.
بعض الدول كألمانيا ونيوزيلندا تعالج هذا النزاع بين شكلي التمثيل هذين بتخصيص نوعين من المقاعد البرلمانية الفيدرالية. النوع الأول من المقاعد يتم تخصيصه حسب الشعبية الإقليمية والباقي يتم تخصيصه للأحزاب بمنحها نسبة من المقاعد تساوي – أو ما يساوي تقريباً – الأصوات التي حصلت عليها على المستوى الوطني. ويدعى هذا بالنظام المختلط لتمثيل الأعضاء النسبي.
المواطنون في ظل الديمقراطية لا يتمتعون بالحقوق فحسب، بل إن عليهم مسؤولية المشاركة في النظام السياسي، الذي يحمي بدوره حقوقهم وحرياتهم.

## تصورات حول الديمقراطية
تشيع بين منظّري علم السياسة أربعة تصورات متنافسة حول الديمقراطية:
- ديمقراطية الحد من سلطة الأحزاب (minimalism)، والديمقراطية وفق هذا التصور نظام حكم يمنح المواطنون فيه مجموعة من القادة السياسيين الحق في ممارسة الحكم عبر انتخابات دورية. ووفقاً لهذا المفهوم لا يستطيع المواطنون بل ولا يجب أن «يحكموا»، لأنهم في معظم الأوقات وفيما يخص معظم القضايا لا يملكون حيالها فكرة واضحة أو أن أفكارهم غير ذكية. وقد أوضح ديفيد شومتر هذا الرأي الشهير في كتابه «الرأسمالية، الاشتراكية والديمقراطية». ويعد كل من وليام ريكر وآدم بريزورسكي وريتشارد بوسنر من المفكرين المعاصرين المدافعين عن مفهوم (minimalism) أو الحد من سلطة الحزب.
- المفهوم التجزيئي للديمقراطية ويدعو التصور المذكور بوجوب أن تكون الحكومة على شكل نظام ينتج قوانين وسياسات قريبة من آراء الناخب الوسطي – حيث تكون نصفها إلى يسار هذا الناخب ونصفها الآخر إلى يمينه. ويعتبر أنطوني داونز صاحب هذا الرأي وأورده في كتابه «النظرية الاقتصادية في الديمقراطية» عام 1957.
- الديمقراطية الاستشارية وتقوم على المفهوم القائل بأن الديمقراطية هي الحكم عن طريق المناقشات. ويقول المنادون بهذا الرأي بأن القوانين والسياسات يجب أن تقوم على أسباب تكون مقبولة من قبل كافة المواطنين، وبأن الميدان السياسي يجب أن يكون ساحةً لنقاشات القادة والمواطنين ليصغوا فيها لبعضهم ويغيروا فيها آراءهم.
- الديمقراطية التشاركية، وفيها يجب أن يشارك المواطنون مشاركة مباشرة – لا من خلال نوابهم - في وضع القوانين والسياسات. ويعرض المدافعون عن الديمقراطية التشاركية أسباباً متعددة لدعم رأيهم هذا. فالنشاط السياسي بحد ذاته يمكن أن يكون شيئاً قيماً لأنه يثقف المواطنين ويجعلهم اجتماعيين، كما أن بإمكان الاشتراك الشعبي وضع حد للنخب المتنفذة. كما أن الأهم من ذلك كله حقيقة ان المواطني لا يحكمون أنفسهم فعلاً إن لم يشاركوا مباشرة في صنع القوانين والسياسات.

## الديمقراطية الليبرالية (الحرة)
مقالة رئيسية: ديمقراطية ليبرالية
في الاستخدام الشائع يتم الخلط خطأً بين الديمقراطية والديمقراطية الليبرالية (الحرة)، ولكن الديمقراطية الليبرالية هي بالتحديد شكل من أشكال الديمقراطية النيابية حيث السلطة السياسية للحكومة مقيدة بدستور يحمى بدوره حقوق وحريات الأفراد والأقليات (وتسمى كذلك الليبرالية الدستورية). ولهذا يضع الدستور قيوداً على ممارسة إرادة الأغلبية. أما الديمقراطية غير الليبرالية فهي التي لا يتم فيها احترام هذه الحقوق والحريات الفردية. ويجب أن نلاحظ بأن بعض الديمقراطيات الليبرالية لديها صلاحيات لأوقات الطواريء والتي تجعل هذه الأنظمة الليبرالية أقل ليبراليةً مؤقتاً إذا ما طُبقت تلك الصلاحيات (سواء كان من قبل الحكومة أو البرلمان أو عبر الاستفتاء).

## الديمقراطية الدينية

### الإسلام
لا تنسجم الديمقراطية الغربية والديمقراطية الدينية أو الإسلامية في المبنى والأصول، فالديمقراطية الغربية هي تعبير عملي عن نظام الفكري الليبرالي، وفي جذورها وأصولها تستند إلى القول بأصالة الفرد وهدفها الأساس هو إعطاء الأصالة للإنسان بصفته كائناً غير مسؤول أمام الله. والمساعي المبذولة لخلق الانسجام بين الديمقراطية الإسلامية والغربية إن هي إلا نتيجة للاستضعاف الفكري. لأن الدين الإسلامي يمتلك منظومة سياسية اجتماعية حضارية كاملة، وبواسطتها يمكنه من قيادة البشرية إلى بر الأمان، من دون الاستناد إلى عوامل ذات صلة بالاستبداد أو بالديكتاتورية أو بالليبرالية وتقديس الفرد على حساب المجتمع، ولا بالجدلية التاريخية (الماركسية) القائمة على تقديس المجتمع وإلغاء الفرد... بل ينطلق الإسلام وفق رؤيته للكون والحياة، وعلى أساس أصوله المستمدة من القرآن وسنة محمد وصحبه وسيرتهم. رغم وجود الاختلاف الأصولي بين الديمقراطية الإسلامية والديمقراطية الحديثة، فإن هناك أوجها للتشابه في مرحلة الإجراء والعمل ، وهذا التشابه يسبب مقارنة بين الإسلام والديمقراطية، فليس من الموضوعية المقارنة بين جزء من نظام نظام آخر، فالجزء لا يمكن أن تتضح مفاهيمه إلا عبر موقعه من نسيج النظام الذي ينتمي إليه، ومن هنا ستكون المقارنة على النحو الشائع بين أوساط الكثير من المثقفين المسلمين وغيرهم مخلة بمفهومي الإسلام والديمقراطية وهذا من الأخطاء الشائعة بل تصح المقارنة عند المقارنة بين الإسلام والليبرالية كنظامين لرؤية الكون وكمصدرين للقيم، وتصح المقارنة أيضاً عندما يتم مقارنة جزء من نظام مع جزء يقابله من النظام الآخر.

## الديمقراطية الاشتراكية
مقالة رئيسية: ديمقراطية اشتراكية

الشعار العالمي للديمقراطية الاشتراكية

يمكن القول بأن الديمقراطية الاشتراكية مشتقة من الأفكار الاشتراكية في غطاء تقدمي وتدريجي وديمقراطي ودستوري. العديد من الأحزاب الديمقراطية الاشتراكية في العالم تعد نسخاً متطورة من أحزاب الثورية التي توصلت - لأسباب أيديولوجية أو براغماتية – تبنت إستراتيجية التغيير التدريجي من خلال المؤسسات الموجودة أو من خلال سياسة العمل على تحقيق الإصلاحات الليبرالية قبل إحداث التغييرات الاجتماعية الأعمق، عوضاً عن التغيير الثوري المفاجيء. وهي، أي الديمقراطية الاشتراكية، قد تتضمن التقدمية. إلا أن معظم الأحزاب التي تسمي نفسها ديمقراطية اشتراكية لا تنادي بإلغاء الرأسمالية، بل تنادي بدلاً من ذلك بتقنينها بشكل كبير.
وعلى العموم فإن السمات المميزة للديمقراطية الاشتراكية هي:
- تنظيم الأسواق.
- الضمان الاجتماعي ويعرف كذلك بدولة الرفاهية.
- مدارس حكومية وخدمات صحية ممولة أو مملوكة من قبل الحكومة.
- نظام ضريبي تقدمي.

وعلاوة على ذلك فبسبب الانجذاب الأيديولوجي أو لأسباب أخرى فإن غالبية الديمقراطيين الاشتراكيين يلتقون مع أنصار حماية البيئة وأنصار تعدد الثقافات والعلمانيين.

## المخالفون
يعارض لاسلطوية الدول الديمقراطية الموجودة في الواقع ومثل كافة أشكال الحكم الأخرى ويعتبرونها الفساد والقسرية فيها متأصلة. فعلى سبيل المثال رفض ألكسندر بيركمان (1870-1936 لاسلطوي من أصل روسي قدم إلى الولايات المتحدة وعاش فيها وكان عضواً بارزاً في حركة اللاسلطوية. وكان ينظم مع ئيما غولدمان اللاسلطوية حملات للحقوق المدنية ومعاداة الحرب الاعتراف بكومنولث بنسلفانيا بما يكفي للدفاع عن نفسه في محاكمته. معظم اللاسلطويين يفضلون نظاماً أقل هرمية وقسرية من الديمقراطية المباشرة من خلال الجمعيات الحرة. ولكن الكثير من الناس لا يعتبرون هذا النوع من المجتمعات تدخل ضمن نفس تصنيف أنظمة الحكم التي يجري مناقشتها في هذه المقالة. الكثيرين منا يتوقع أن يعمل المجتمع وفق مبدأ الإجماع. ولكن وكما هو متوقع فهناك بين اللاسلطويين أيضاً عدم اتفاق. والبعض منهم يتحدث عن الجمعيات وكأنها مجتمعات الديمقراطية المباشرة
اللاسلطويين الفرديين يعادون الديمقراطية بصراحة. فكما قال بنيامين تكر (1854-1939 من مناصري اللاسلطوية الفردية الأمريكية في القرن التاسع عشر): «الحكم شيء شرير ولا أسوأ من وجود حكم الاغلبية، ماهي ورقة الاقتراع؟ هي ليست أكثر ولا أقل قطعة من الورق تمثل الحربة والهراوة والرصاصة إنها عمل إنقاذي للتأكد من الطرف الذي يحظى بالقوة والانحناء للمحتوم. إن صوت الأغلبية يحقن الدماء ولكنه لا يقل عشوائية عن القوة كمثل مرسوم أكثر الطغاة قساوة والمدعوم بأقوى الجيوش». بيير جوزيف برودون (1809-1865 فيلسوف واقتصادي اشتراكي فرنسي، وهو أول من سمى نفسه باللاسلطوي ويعتبر من أوائل المفكرين اللاسلطويين يقول: «الديمقراطية لا شيء ولكن طغيان الأغلبية يعتبر أسوأ أشكال الطغيان وذلك لانه لا يستند إلى سلطة الدين ولا على نبل العِرق ولا على حسنات الذكاء والغنى. إنه يستند على أرقام مجردة ويتخفى خلف اسم الناس». ومن المعادين للديمقراطية أيضاً اليمين المتطرف والجماعاتة الملكية كذلك كما كان شانها على الدوام.

## انتقادات شائعة ضد الديمقراطية
منتقدو الديمقراطية كشكل من أشكال الحكم يدعون بأنها تتميز بمساويء متأصلة بطبيعتها وكذلك في تطبيقها. وبعض هذه المساوئ موجودة في بعض أو كل أشكال الحكم الأخرى بينما بعضها الآخر قد يكونة خاصاً بالديمقراطية.
- الصراعات الدينية والعرقية: الديمقراطية وخاصة الليبرالية تفترض بالضرورة وجود حس بالقيم المشتركة بين أفراد الشعب، لانه بخلاف ذلك ستسقط الشرعية السياسية. أو بمعنى آخر أنها تفترض بان الشعب وحدة واحدة. ولأسباب تاريخية تفتقر العديد من الدول إلى الوحدة الثقافية والعرقية للدولة القومية. فقد تكون هناك فوارق قومية ولغوية ودينية وثقافية عميقة. وفي الحقيقة فقد تكون بعض الجماعات معادية للأخرى بشكل فاعل. فالديمقراطية والتي كما يظهر من تعريفها تتيح المشاركة الجماهيرية في صنع القرارات، من تعريفها أيضاً تتيح استخدام العملية السياسية ضد العدو. وهو ما يظهر جلياً خلال عملية الدمقرطة وخاصة إذا كان نظام الحكم غير الديمقراطي السابق قد كبت هذا التنافس الداخلى ومنعه من البروز إلى السطح. ولكن مع ذلك تظهر هذه الخلافات في الديمقراطيات العريقة وذلك على شكل جماعات معاداة المهاجرين. إن انهيار الإتحاد السوفيتي ودمقرطة دول الكتلة السوفيتية السابقة أديا إلى حدوث حروب وحروب أهلية في يوغسلافيا السابقة وفي القوقاز ومولدوفا كما حدثت هناك حروب في أفريقيا وأماكن أخرى من العالم الثالث. ولكن مع ذلك تظهر النتائج الإحصائية بأن سقوط الشيوعية والزيادة الحاصلة في عدد الدول الديمقراطية صاحبها تناقص مفاجيء وعنيف في عدد الحروب والحروب الأهلية والعرقية والثورية وفي أعداد اللاجئين والمشردين.
- البيروقراطية: أحد الانتقادات الدائمية التي يوجهها المتحررون والملكيين إلى الديمقراطية هو الادعاء بأنها تشجع النواب المنتخبين على تغيير القوانين من دون ضرورة تدعو إلى ذلك وإلى الإتيان بسيل من القوانين الجديدة. وهو ما يُرى على أنه أمر ضار من عدة نواح. فالقوانين الجديدة تحد من مدى ما كان في السابق حريات خاصة. كما أن التغيير المتسارع للقوانين يجعل من الصعب على الراغبين من غير المختصين البقاء ملتزمين بالقوانين. وبالنتيجة قد تكون تلك دعوة إلى مؤسسات تطبيق القوانين كي تسيء استخدام سلطاتها. وهذا التعقيد المستمر المزعوم في القوانين قد يكون متناقضاً مع القانون الطبيعي البسيط والخالد المزعوم – رغم عدم وجود إجماع حول ماهية هذا القانون الطبيعي حتى بين مؤيديه. أما مؤيدو الديمقراطية فيشيرون إلى البيروقراطية والأنظمة التي ظهرت أثناء فترات الحكم الدكتاتوري كما في العديد من الدول الشيوعية. والنقد الآخر الموجه إلى الديمقراطيات هو بطؤها المزعوم والتعقيد الملازم لعملية صنع القرارات فيها.
- التركيز قصير المدى: إن الديمقراطيات الليبرالية المعاصرة من تعريفها تسمح بالتغييرات الدورية في الحكومات. وقد جعلها ذلك تتعرض إلى النقد المألوف بأنها أنظمة ذات تركيز قصير المدى. فبعد أربعة أو خمسة سنوات ستواجه الحكومة فيها انتخابات جيدة وعليها لذلك أن تفكر في كيفية الفوز في تلك الانتخابات. وهو ما سيشجع بدوره تفضيل السياسات التي ستعود بالفائدة على الناخبين (أو على السياسيين الانتهازيين) على المدى القصير قبل موعد الانتخابات المقبلة، بدلاً من تفضيل السياسات غير المحبوبة التي ستعود بالفائدة على المدى الطويل. وهذا الانتقاد يفترض بإمكانية الخروج بتوقعات طويلة المدى فيما يخص المجتمع وهو أمر انتقده كارل بروبر واصفاً إياه بالتاريخية (Historicism). إضافة إلى المراجعة المنتظمة للكيانات الحاكمة فإن التركيز قصير المدى في الديمقراطية قد ينجم أيضاً عن التفكير الجماعي قصير المدى. فتأمل مثلاً حملة ترويج لسياسات تهدف إلى تقليل الأضرار التي تلحق بالبيئة في نفس الوقت الذي تتسبب فيه بزيادة مؤقتة في البطالة. ومع كل ما سبق فإن هذه المخاطرة تنطبق كذلك على الأنظمة السياسية الأخرى.
- نظرية الاختيار الشعبي: تعد نظرية الاختيار الشعبي جزأً فرعاً من علم الاقتصاد يختص بدراسة سلوك إتخاذ القرارات لدى الناخبين والساسة والمسؤولين الحكوميين من منظور النظرية الاقتصادية. وأحد المشاكل موضع الدراسة هي أن كل ناخب لا يملك إلا القليل من التأثير فيظهر لديه نتيجة لذلك إهمال معقول للقضايا السياسية. وهذا قد يتيح لمجموعات المصالح الخاصة الحصول على إعانات مالية وأنظمة تكون مفيدة لهم ومضرة بالمجتمع.
- حكومة الأثرياء: إن كلفة الحملات السياسية في الديمقراطيات النيابية قد يعني بالنتيجة بأن هذا النظام السياسي يفضل الأثرياء، أو شكل من حكومة الأثرياء والتي قد تكون في صورة قلة قليلة من الناخبين. ففي الديمقراطية الأثينية كانت بعض المناصب الحكومية تخصص بشكل عشوائي للمواطنين وذلك بهدف الحد من تأثيرات حكومة الأثرياء. أما الديمقراطية المعاصرة فقد يعتبرها البعض مسرحية هزلية غير نزيهة تهدف إلى تهدئة الجماهير، أو يعتبرونها مؤامرة لإثارة الجماهير وفقاً لأجندة سياسية معينة. وقد يشجع النظام المرشحين على عقد الصفقات مع الاغنياء من مؤيديهم وأن يقدموا لهم قوانين يفضلونها في حال فوز المرشح في الانتخابات – أو ما يعرف بسياسات الاستمرار في الحفاظ على المناطق الرئيسية.
- فلسفة حكم الأغلبية: من أكثر الانتقادات شيوعاً والتي توجه إلى الديمقراطية هو خطر «طغيان الأغلبية».

### أهداف الديمقراطية
- تحقيق مبادئ الحرية والعدالة والمساواة .
- تحقيق الأمن الشخصي والاجتماعي والاقتصادي .
- ترسيخ قيم الصدق والأمانة والتعايش السلمي .
- مشاركة الشعب في اتخاذ القرار.
- احترام المال العام والمحافظة عليه .
- احترام حقوق الإنسان.
- الفصل بين السلطات.
- محاربة الشطط في استعمال السلطات.

## محاسن الديمقراطية
- الاستقرار السياسي: من النقاط التي تُحسب للديمقراطية هو أن خلق نظام يستطيع فيه الشعب أن يستبدل الإدارة الحاكمة من دون تغيير الأسس القانونية للحكم، تهدف من خلاله الديمقراطية إلى تقليل الغموض وعدم الاستقرار السياسي، وطمأنة المواطنين بأنه مع كل امتعاضهم من السياسات الحالية فإنهم سيحصلون على فرص منتظمة لتغيير حكامهم أو تغيير السياسات التي لا تتفق وآرائهم. وهذا نظام أفضل من الذي تحدث فيه التغييرات عبر اللجوء إلى العنف. البعض يعتقد بأن الاستقرار السياسي أمر مفرط إذا ما بقيت المجموعة الحاكمة في مدة طويلة على سدة الحكم. ومن ناحية أخرى هذا أمر شائع في الأنظمة غير الديمقراطية.
- التجاوب الفعال في أوقات الحروب: إن الديمقراطية التعددية كما يظهر من تعريفها تعني أن السلطة ليست مركزة. ومن الانتقادات التي توجه إلى الديمقراطية أن عدم تركز السلطة هذا في الديمقراطية قد يكون من السيئات إذا كانت الدولة في حالة حرب حيث يتطلب الأمر رداً سريعاً وموحداً. فعادة يتعين على البرلمان إطاء موافقته قبل الشروع بعملية عسكرية هجومية، رغم أن بإمكان الفرع التنفيذي أي الحكومة في بعض الأحيان القيام بذلك بقرار خاص وإطلاع البرلمان على ذلك. ولكن إذا ما تعرض البلد الديمقراطي إلى هجوم عسكري فالموافقة البرلمانية لن تكون ضرورية للشروع بالعمليات الدفاعية عن البلاد. بإمكان الشعب أن يصوت قرار بتجنيد الناس للخدمة في الجيش. أما الأنظمة ملكية ودكتاتورية فتستطيع من الناحية النظرية في حالات الحرب التصرف فوراً وبقوة. ولكن مع ذلك تشير البحوث الواقعية إلى أن الديمقراطيات مهيأة أكثر للانتصار في الحروب من الأنظمة غير الديمقراطية. وتفسير ذلك أن السبب الرئيس يعود إلى «شفافية نظام الحكم واستقرار سياساتها حال تبنيها» وهو السبب وراء كون «الديمقراطيات قادرة أكثر على التعاون مع شركائها في خوض الحروب». هذا فيما تُرجع دراسات أخرى سبب هذا النجاح في خوض الحروب إلى التجنيد الأمثل للموارد أو اختيار الحروب التي فيها فرص الانتصار كبيرة.
- انخفاض مستوى الفساد: الدراسات التي أجراها البنك الدولي توحي بأن نوع المؤسسات السياسية الموجودة مهم جداً في تحديد مدى انتشار الفساد: ديمقراطية، أنظمة برلمانية، استقرار سياسي، حرية الصحافة كلها عوامل ترتبط بإنفاض مستويات الفساد.
- انخفاض مستوى الإرهاب: تشير البحوث إلى أن الإرهاب أكثر انتشاراً في الدول ذات مستوى متوسط حريات سياسية. وأقل الدول معاناة من الإرهاب هي أكثرها ديمقراطية.
- انخفاض الفقر والمجاعة: بحسب الإحصائيات هناك علاقة تبادلية بين ازدياد الديمقراطية وارتفاع معدلات إجمالي الناتج القومي للفرد وازدياد الاحترام لحقوق الإنسان وانخفاض معدلات الفقر. ولكن هناك مع ذلك جدل دائر حول مدى ما يمكن أن يُنسب من فضل للديمقراطية في ذلك. وهناك العديد من النظريات التي طُرحت في هذا المجال وكلها موضع جدال. إحدى هذه النظريات هو أن الديمقراطية لم تنتشر إلا بعد قيام الثورة الصناعية والرأسمالية. وما يبدو للعيان من ادلة من خلال مراجعة الدراسات الإحصائية تدعم النظرية القائلة بأن ازدياد جرعة الرأسمالية – إذا ما قيست على سبيل المثال بواحد من المؤشرات العديدة للحرية الاقتصادية والتي إستخدمها محللون مستقلون في مئات من الدراسات التي أجروها – يزيد من النمو الاقتصادي والذي يزيد بدوره من الرفاهية العامة وتقلل الفقر وتؤدي إلى الدمقرطة. هذا من الناحية الإحصائية، وهناك استثناءات معينة مثل الهند التي هي دولة ديمقراطية ولكنها ليست مزدهرة، أو دولة بورنيو التي تمتلك معدلاً عالياً في إجمالي الناتج القومي ولكنها لم تكن قط ديمقراطية. وهناك أيضاً دراسات أخرى توحي بأن زيادة جرعة الديمقراطية تزيد الحرية الاقتصادية برغم أن البعض يرى وجود آثار سلبية قليلة جداً أو معدومة لذلك.
- نظرية السلام الديمقراطي: إن نتائج العديد من الدراسات المستندة إلى معطيات وتعريفات وتحليلات إحصائية متنوعة كلها أظهرت نتائج تدعم نظرية السلام الديمقراطي. فالديمقراطيات الليبرالية بحسب تلك الإحصائيات لم تدخل قط في حروب مع بعضها. والبحوث الأحدث وجدت بأن الديمقراطيات شهدت حروباً أهلية أقل أيضاً أو ما يطلق عليها الصراعات العسكرية داخل الدولة، ولم ينجم عن تلك الحروب أكثر من (1000) قتيل، أي ما معناه بأن الحروب التي حدثت بين الديمقراطيات بحالت قتل أقل وبأن الديمقراطيات شهدت حروباً أهلية أقل. قد توجه انتقادات عديدة لنظرية السلام الديمقراطي بما فيها الإشارة إلى العديد من الحروب التاريخية ومن أن عدم وقوع الحروب ليس سبباً مرتبطاً بنجاحها.
- انخفاض نسبة قتل الشعب: تشير البحوث إلى أن الأمم الأكثر ديمقراطية تتعرض إلى القتل بدرجة أقل من قبل حكوماتها.
- السعادة: كلما ازدادت جرعة الديمقراطية في دولة ما ارتفع معدل سعادة الشعب.

]
من الانتقادات الموجهة إلى نقطة انخفاض الفقر والمجاعة في الدول الديمقراطية هي انه هناك دول مثل السويد وكندا تأتي بعد دول مثل تشيلي وإستونيا في سجل الحريات الاقتصادية ولكن معدلات إجمالي الناتج القومي للفرد فيهما أعلى من تلك الدول بكثير. ولكن مع هذا يبرز هنا سوء فهم في الموضوع، فالدراسات تشير إلى وجود تأثير للحريات الاقتصادية على مستوى نمو إجمالي الناتج القومي بالنسبة للفرد ما سيؤدي بالضرورة إلى ارتفاع معدلاته مع ازدياد الحريات الاقتصادية. كما يجب أن لا يفوتنا بأن السويد وكندا تاتي ضمن قائمة أكثر الدول رأسمالية حسب مؤشر الحريات الاقتصادية المشار اليه أعلاه، وذلك بسبب عوامل من قبيل سيادة القانون القوية ووجود حقوق الملكية الراسخة ووجود القليل من القيود على التجارة الحرة. وقد يقول المنتقدون بان مؤشر الحرية الاقتصادية والأساليب الأخرى المستخدمة لا تنفع في قياس درجة الرأسمالية وأن يفضلوا لذلك اختيار تعريف آخر.
يجب أن لا يفوتنا ملاحظة أن هذه العلاقة التبادلية بين الديمقراطية والنمو والازدهار الاقتصادي ليست علاقة سبب ونتيجة – أو بمعنى آخر إذا ما وقع حدثان في وقت واحد كالديمقراطية وانعدام المجاعة، فهذا لا يعني بالضرورة بان أحدهما يعتبر سبباً لحدوث الآخر. ولكن مع ذلك فقد تجد مثل هذه النظرة من السببية في بعض الدراسات المتعلقة بمؤشر الحرية الاقتصادية والديمقراطية كما لاحظنا فيما سبق. وحتى لو كان النمو الاقتصادي قد حقق الدمقرطة في الماضي، فقد لا يحدث ذلك في المستقبل. فبعض الأدلة تشير إلى أن بعض الطغاة الأذكياء تعلموا أن يقطعوا الحبل الواصل بين النمو الاقتصادي والحرية متمتعين بذلك بفوائد النمو من دون التعرض لأخطار الحريات. يشير أمارتيا سن الاقتصادي البارز بانه لاتوجد هناك ديمقراطية عاملة عانت من مجاعة واسعة الانتشار، وهذا يشمل الديمقراطيات التي لم تكن مزدهرة جداً كالهند التي شهدت آخر مجاعة كبيرة في عام 1943 والعديد من كوارث المجاعة الأخرى قبل هذا التاريخ في أواخر القرن التاسع عشر وكلها في ظل الحكم البريطاني. ورغم ذلك ينسب البعض المجاعة التي حدثت في البنغال في عام 1943 إلى تأثيرات الحرب العالمية الثانية. فحكومة الهند كانت تزداد ديمقراطية بمرور السنين وحكومات أقاليمها صارت كلها حكومات ديمقراطية منذ صدور قانون حكومة الهند عام 1935.

## ديمقراطية حديثة

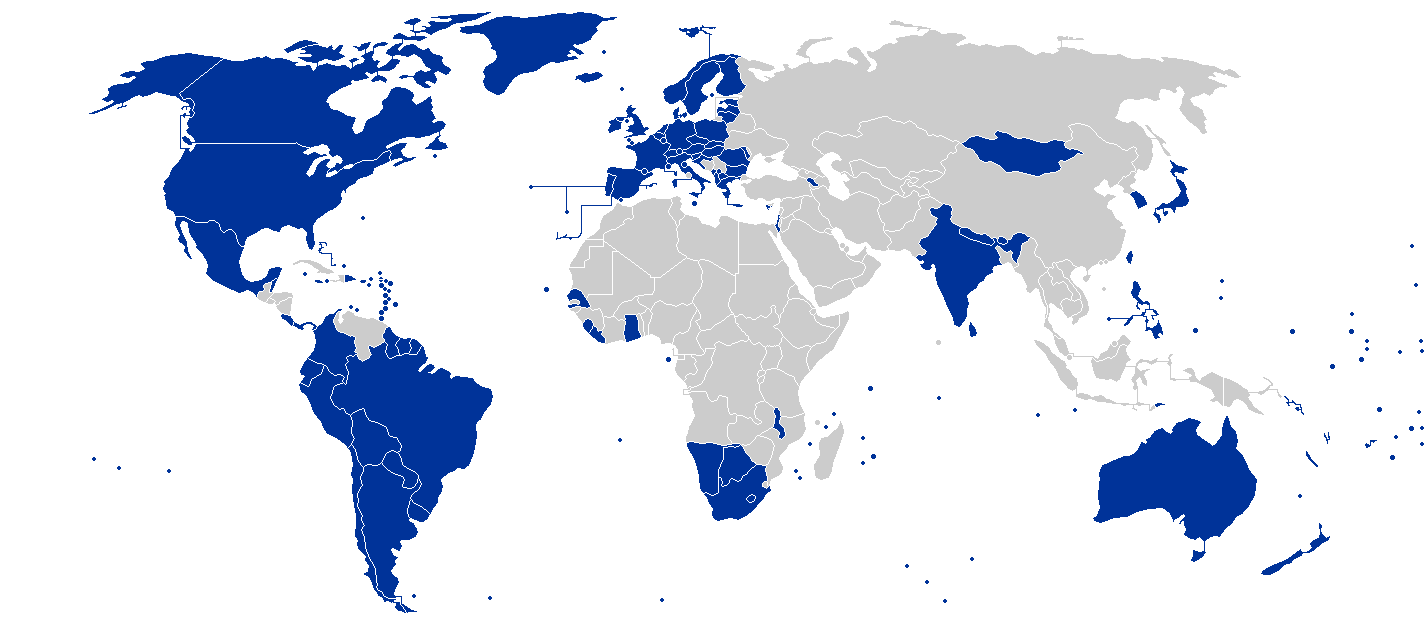
البلاد ذات اللون الأزرق تعتبر أنظمة ديموقراطية طبقا لتصنيف بيت الحرية لعام 2010.http://www.freedomhouse.org/uploads/fiw10/FIW_2010_Tables_and_Graphs.pdf Freedom in the World

تبدأ البلاد الحديثة بتأسيس نظام ديموقراطيتها على أساس وضع دستور يناسبها، وهو ينظم العلاقات والمسؤوليات بين المؤسسات التشريعية والتنفيذية، ويوجد التوازن بينها بحيث لا تستبد إحداها بأمور الدولة، ويضمن الدستور الحريات الأساسية للمواطن على أساس المسواة بين جمع الأشخاص والفئات والطبقات وبين المرأة والرجل. وبعد إنشاء نظام مؤسسات الدولة ينتخب رئيس الدولة طبقا لقوانين الدستور، فيحكم بواسطة المؤسسات الموجودة. ويمكن انتخاب الرئيس أما مباشرة من المواطنين أو يقوم أعضاء البرلمان بانتخاب رئيس الجمهورية وذلك يحدده الدستور.
الدستور يحدد:
1. مدة خدمة الرئيس، أربع سنوات أو خمسة أو سواهما، قابلة للتمديد مرة واحدة، وليس من شأنه تغيير الدستور.
2. نظام واستقلال محكمة دستورية عليا، تراعي تمشي الرئيس والقوانين التي تصدرها الوزارة أو البرلمان مع قوانين الدستور. وترجع إليها الوزارة والبرلمان في حالة الخلاف على قانون جديد من القوانين المدنية، وقد يقوم رئيس الجمهورية باستشارتها أيضا في بعض الموضوعات، مثل النظام الاجتماعي والقانون الدولي.
3. استقلالية القضاء، وان يكون الجميع أمام القانون سواء، من الوزير إلى المواطن العادي.
4. استقلالية الصحافة، وتعددية وسائل الإعلام حتى لا تسيطر جهة على اعلام الجمهور.
5. أمور الحكم وتوفير العمل للشباب والإدارة الاقتصادية والمالية واستقلالية البنك المركزي وأمور الري والزراعة والصحة والتعليم، وأمور الجامعات ومراكز البحث العلمي الأساسي والتطبيقي ومراكز البحث العلمي في الزراعة والري وتعمير الصحراء وزراعتها من الأمور المتخصصة التي لا يمكن للجيش القيام بها وانما يقوم بها مختصون وزراء من أعضاء البرلمان.
6. يتشكل البرلمان من أعضاء أحزاب تم انتخابهم، عددهم يحدده الدستور، ويحدد عددا منهم لكل محافظة (محافظون منتخبون) لتمثيل الدولة بكاملها، على أن يكون عدد أعضاء البرلمان بحسب أغلبية الأصوات التي حصل الحزب عليها. يقوم البرلمان أو الحكومة بصياغة القوانين الجديدة ويقترع عليه في البرلمان. يمكن إذاعة جلسات البرلمان مباشرة في التلفزيون ليطلع المواطنون على مايجري فيه طالما لا تخص مواضيع أمن البلاد، ويمكن لأعضاء البرلمان استدعاء جلسة خاصة - يمكن أن تذاع في التلفزيون مباشرة - وتقوم بسؤال وزير مشتبه فيه.
7. أحزاب سياسية تقوم بإقناع الجمهور ببرنامج إصلاحاتها، وبحسب أغلبية أعضاء الحزب في البرلمان يمكن تكوين الحكومة من أعضاء البرلمان، وقد تكون حكومة تآلف بين حزبين أو ثلاثة للحصول على أكثر من نصف مقاعد البرلمان.
8. تحديد عدد الأحزاب بوضع نسبة أدنى (مثلا 5%) لدخول البرلمان، هذا يحفز الأحزاب أن تكون واضحة في مبادئها وواضحة في برنامجها وتحاول جذب جمهور إليها بالحوار والإقناع. تمويل الأحزاب من الدولة ويكون نصيب كل منها بحسب نسبة انتخابها من المواطنين. (زيادة عدد الأحزاب تضيع قدرة المعارضة في البرلمان)، وشفافية التبرعات التي يحصل عليها كل حزب سياسي من جهات مدنية.
9. البوليس «في خدمة الشعب» ويتبع وزارة الداخلية، ووزير الداخلية مسؤول عن عملها أمام البرلمان وأمام رئيس الوزراء. القبض على المشتبه به لا بد وأن يكون بأمر قضائي، ولمدة أيام قليلة تحت التحقيق. ويجب أبلاغ أهله وتعريفهم بمكان حجزه خلال 24 ساعة، وكذلك ان يمكن أهله زيارته لمنع سوء المعاملة في الحجز. و«من حق» المشتبه فيه الاتصال بمحامي يدافع عنه.
تدريب أعضاء البوليس على سبل التعامل المهذب مع المواطنين بين الحين والحين في دورات تدريب.
10.تفعيل اتحادات العمال والنقابات واستقلاليتها بضمان الدستور، وحرية عمل جمعيات الرعاية، والجمعيات التطوعية، ونشاطات المجتمع المدني وغيرها، مثل اتحادات طلبة الجامعات ورابطة اتحادات طلبة الجامعات على مستوى الدولة.
11. الفن في تنفيذ الديموقراطية هو تأليف دستور ينظم العلاقات بين المؤسسات التنفيذية الكبيرة في الدولة بحيث تراقب بعضها البعض باستقلالية، ويكون لكل منها رقيبا يحاسبها على أساس منطوق الدستور.
12. الاهتمام بتدريس حقوق الفرد وتدريس العلاقات بين المؤسسات التشريعية والتنفيذية في الدولة في المدارس، حتى يتكون نشأ يعرف ما له وما عليه في المجتمع الذي يعيش فيه، ويكون منهم من ينضم لأحزاب يستطيع من خلالها دعم العمل الحزبي وتعلم طرق الحوار ويكون فعالا مشاركا في إحداث التغيير والإصلاح والتقدم.

## وصلات خارجية
- مقالة ديمقراطية على موسوعة ستانفورد للفلسفة (بالإنجليزية)
- الديمقراطية في شمال إفريقيا بين الأنوقراطية والفكر المعادي للديمقراطية
- مقالة عن الدولة المدنية وإشكالية تحرر الشعوب والديمقراطية من المنظومات الديكتاتورية
- الحوار المتمدن: عن إشكالية التحرر والديمقراطية في الدول المغاربية، ببساطة وتكرار توكيدي: علاقة الحرية هي علاقة حتمية بالدولة المدنية الديمقراطية الليبرالية العلمانية المعاصرة
- الديمقراطية في شمال إفريقيا بين الأنوقراطية والفكر المعادي للديمقراطية